# روزماري (مصارعة محترفة)
هولي ليتكيمان  تعد ليتكيمان (من مواليد 29 نوفمبر 1983) وهي ايضاً مصارعة وممثلة كنديّة موقّعة حاليًا مع اتحاد تي ان ايه تحت اسم الحلبة روزماري ، حيث كانت بطلة نوك اوتس سابقة في الاتحاد وصاحبة رقم قياسي في حمل لقب النوك اوتس لمدة 266 يومًا - ثاني أطول فترة في تاريخ اللقب. عملت لصالح عدة اتحاد مثل بي سي أي برو BSE Pro وبوردر تشامبيون شيب ريسلينج BCW وماكسيمام برو ريسلينج MPW وان سي دبليو فيميس فاتاليس NCW Femmes Fatales وسماش ريسلينج Smash وستيل سيتي برو ريسلينج SCPW وشيمر ويمنز اتاليتس SWA تحت اسم الحلبة كورتني راش . وهي أيضًا بطلة شيمر للفرق سابقًا مع المصارعة سارا ديل راي.

## حياتها السابقة
ولدت في مدينة وينيبيغ ، مانيتوبا ونشأت في مدينة ستونول، تعرفت بمصارعة المحترفين من قبل والدها. أثناء المدرسة الثانوية، تدربت هي وصديقها لفترة قصيرة في مدرسة محلية للمصارعة، لكنها استقالت بعد موسم واحد عندما أرادت المدرسة ان تصارعا ضد بعضهن في مباراة.  التحقت بعد ذلك بجامعة مانيتوبا، حيث تخصصت في دراسات الأفلام. بعد التخرج، عملت في عدد قليل من مجموعات الأفلام،  لكنها قررت استئناف اهتمامها في طفولتها بالمصارعة الاحترافية بعد سماعها بوفاة إدي غيريرو  والتحقت بمدرسة سكوت دامور في ويندسور ، أونتاريو في مايو 2007، حيث تم تدريسها من قبل تايسون دوكس وجوني ديفين، وكذلك ديمور نفسه. استخدمت في البداية اسم الحلبة بي جي تايلر (و هذا بسبب حبها للمغني ايرو سميث)، لكنها غيرته لاحقًا إلى كورتني راش.

## حياتها كمصارعة محترفة

### بداية حياتها المهنية (منذ 2008 حتي 2010)
ظهرت هولي لوتيكيمان لأول مرة في المصارعة تحت اسم الحلبة كيسي ماجواير حيث قدمت أول ظهور لها في عرض PTW بتاريخ في 30 يناير 2008، حيث قد خسرت مباراتها ضد هالي روجرز. كان من المقرر أن تتولى منصب جينيفر بليك كمفوضة اتحاد PWX ، ولكنها اتخاذت موقفها وانضمت للمصارع دينجر بوي ديريك ويلد Derek Wylde بطريقة مثيرة للجدل. وسرعان ما بدأت عداء مع هالي روجرز خلال مباراة فرق
مع جينيفر بليك ضد هالي روجرز وجايد تشونج. خلال هذه المباراة، كسرت أنف هالي واصبحت هذه الإصابة أكبر خلال مباراتهما الفردية بينهما في الأسبوع التالي. التقتا في أوقات مختلفة خلال عام 2008، وتحدث اتحاد غلوري ريسلنغ في مقالًا عن هذه المباراة التي حدثت في 12 سبتمبر 2008. خلال الجزء الأول من عام 2009، شاركت في مباريات مختلفة مع هولي هيلتون وجينيفر بليك وتشيري بومب، بما في ذلك مباراة ضد اوسم كونغ لم تتمكن من الفوز بها. في يوم عيد ميلادها السادس والعشرين، تمكنت من الفوز بلقبها الأول في حياتها المهنية بعد هزيمتها لديانا كوندا في نهائي بطولة وايلد تيرمنيشن WILD Tournament 2009 للفوز ببطولة GCW WILD.

### ان سي دبليو فيميس فاتيليس (منذ 2010 حتي 2013)

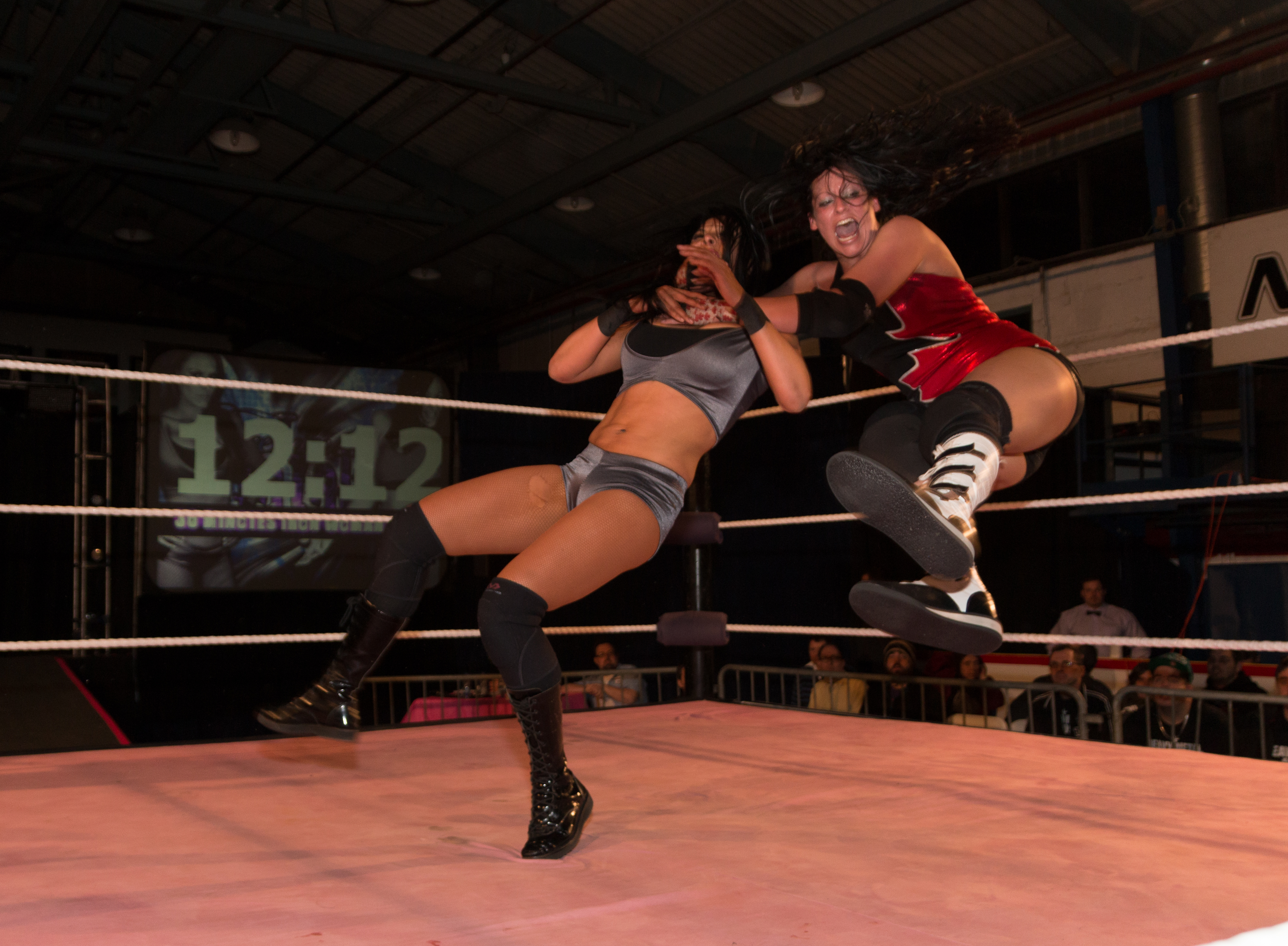
راش (تظهر علي يمين) تضرب تشيرليدير ميليسا بكلوسلاين في عرض nCw Femmes Fatales XIV

ظهرت لأول مرة في اتحاد ان سي دبليو فيميس فاتي NCW Femmes Fatales في 6 فبراير 2010 باسم بي جي تايلر . في البداية، كان من المقرر أن تتقاتل مع كيسي دايموند لكن تم تغيير الخطط وتعاونت مع ماري لي روز لتواجه فريق انَا مينوَشكا وانستازيا ايفي. تمكنت تايلر علي ضربها بضربتها القاضية، لكن فريق انَا وانستازيا حصلاتا على الفوز عن طريق التثبيت. باعتبارها بطلة WILD الحالية في ذلك الوقت، تم إدخال تايلر في أول بطولة NCW FF في بطولة NCW Femmes Fatales . في الجولة الأولى، واجهت بورتيا بيريز في أول مباراة على الإطلاق ولكنها لم تتمكن من الحصول علي الفوز. في أكتوبر 2010، هزمت تايلر كات باور وساسي ستيفين في مباراة تهديد ثلاثية. في مارس 2011، ظهرت باسم كورتني راش ، وهزمت كات باور في مباراة قتال شوارع. في يوليو 2011، واجهت راش ماديسون إيجلز في الحدث قبل الرئيسي لكنها خسرت أمامها.   في أكتوبر 2011، واجهت وهزمت كيلي سكاتر.
في مارس 2013، هزمت راش أليسون دانجر للفوز ببطولة بيلاتريكس العالمية. في 16 أغسطس 2014، فازت ببطولة nCw النساء القاتلات.

### اتحاد شيمير ويمنز اتاليتس (منذ 2010 حتي 2016)

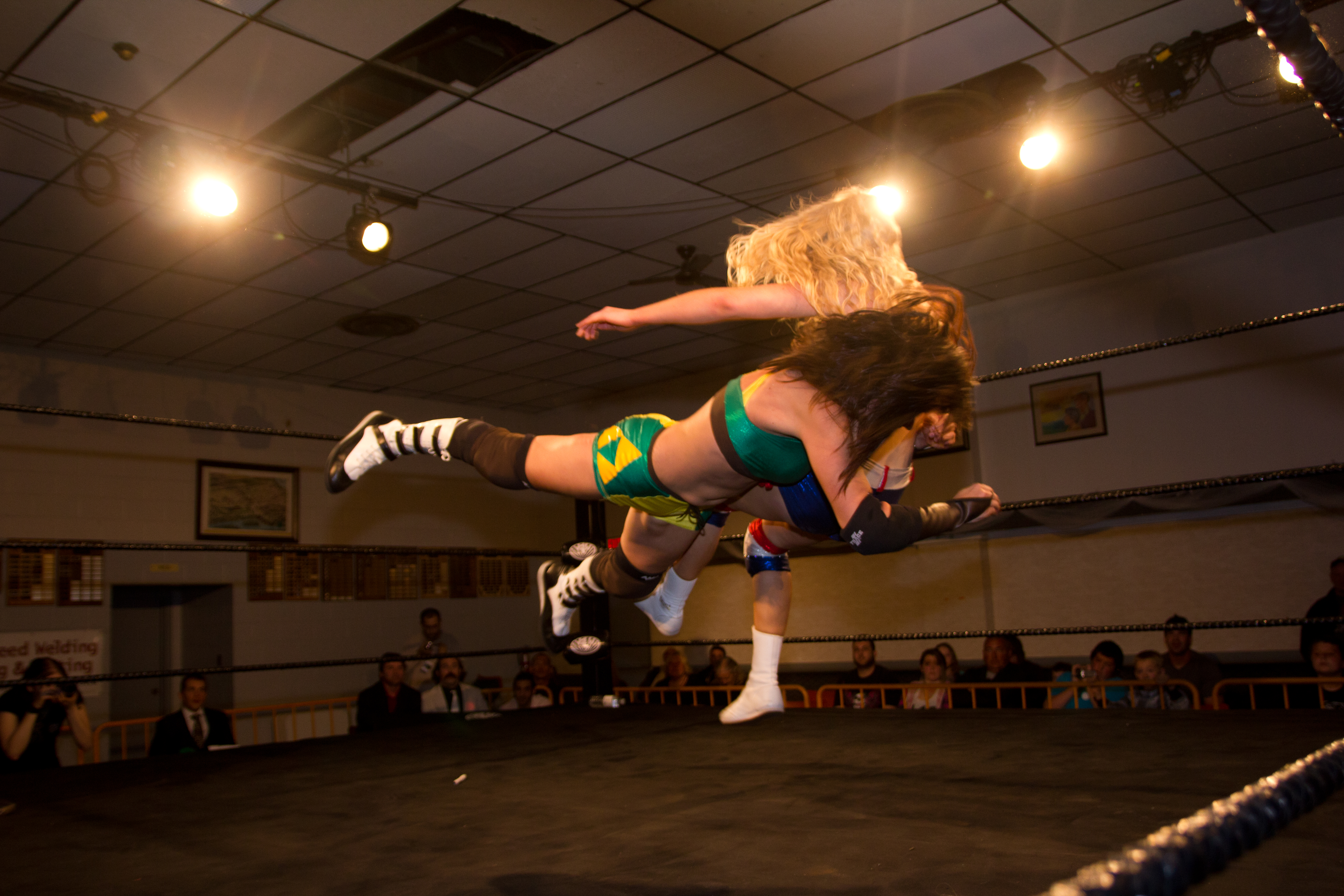
كورتني راش (باللون الأخضر والأصفر) تضرب خصمتها بحركة سبير.

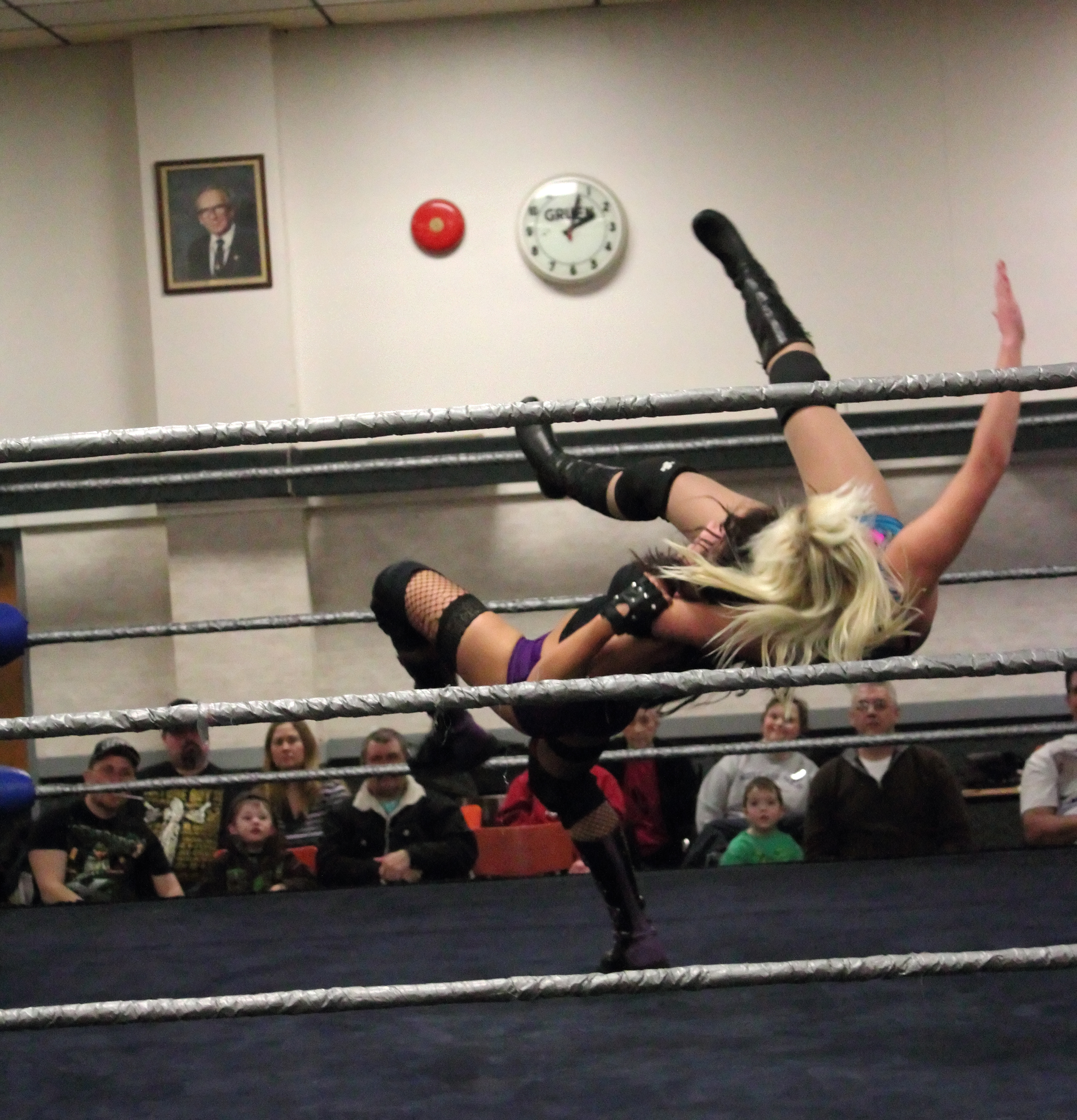
راش تضرب خصمتها بحركة سكاي وارد سوبليكس Skyward Suplex.

تم الإعلان عن ظهور بي جي تايلر لأول مرة في عروض شيمير في 22 مارس 2010 في عرض Shimmer Board. حيث قامت باداء أول ظهور لها في الاتحاد كجزء من فريق سباركل ديفيجن Sparkle Division في 10 أبريل 2010. خلال مباراة سباركل، هُزمت من قبل آنا مينوشكا. كما ظهرت للمرة الثانية كجزء من فريق سباركيل Sparkle في اليوم التالي مع فريق ليفا باتيس وهزمتا فريق آنا مينوشكا وشي ناي ناي 
في مارس 2011، واجهت مينا ليبرا و  دايزي هيز  وكيلي سكاتر  تحت اسم الحلبة كورتني راش كجزء من قسم شيمير الرئيسي لكنها خسرت أمام الثلاثة. في المجموعة التالية من التسجيلات في أكتوبر 2011، واجهت يومي اوهكا و  نيكي روكسَ  وسارا ديل راي،  حيث حققت راش فوزًا على روكس ولكنها خسرت أمام المصارعين الآخرين. بعد فوزين في 17 مارس 2012 على ريا أورايلي وساسي ستيفي، في 18 مارس، شكلت راش فريق مصارعات محبوبات مع سارا ديل راي، وهزمتا أولاً فريق ريجينشيرين اكس، ثم فازتا في مباراة قاتلة رباعية فرق. للتصبحن ابطال شيمير للفرق الجدد. في 7 يونيو 2012 خسرتا الالقاب البطولة لصالح فريق النينجات الكنديات (نيكول ماثيوز وبورشا بيريز) في عرض Femmes Fatales عندما تخلت ديل راي عنها أثناء المباراة. في 13 أبريل 2013، فازت راش على أثينا، وماديسون إيجلز، وسارايا نايت في مباراة قاتلة رباعية فازت بها لتحقيق أول فرصة علي شيمير لأول مرة في تاريخها. تلقت راش مباراة لقبها في وقت لاحق من نفس اليوم، لكنها هُزمت من قبل البطلة المدافعة، تشيرليدر ميليسا.
عانت راش من كسر في عظام الترقوة في سبتمبر 2013، مما اضطرها إلى عدم المشاركة في عروض شيمير في أكتوبر 2013،  لكنها عادت في عرض SHIMMER 62 في أبريل 2014 حيث خسرت أمام مرسيدس مارتينيز.
شكلت راش فريق مع زاندريا بيل 11 أبريل 2015 وإشارن إلى أنفسهن باسم «فريق أونتاريو توب تيم».  وفي عرض SHIMMER 72 هُزمن فريق ميد ان سين
(اليسين كاي وتايلور ميد) لكنهم فشلوا في هزيمة كمبر بوبس (كيمبر لي وتشيري بومب) علي بطولة SHIMMER للفرق في عرضSHIMMER 73. بعد المباراة، ظهرت عليها علامات التحول لمصارعة مكروهة بسبب الإحباط من بيل. في اليوم التالي في SHIMMER 74، هزم فريق بيل وراش من قبل فريق سلاب هابي (إيفي وهيدل لوفايس)، وبعد انتهاء المباراة، تحولت راش إلى مصارعة مكروهة وهاجمت بيل. هزمت بيل بضربتها القاضية اف فايف في وقت لاحق من ذلك اليوم في عرض SHIMMER 75.

### اتحاد توتال نون ستوب اكشن ريسلينغ / امباكت ريسلينغ (2016 حتى الآن)
في يناير 2016، وقعت ليتيكمان عقدًا مع شركة توتال نون ستوب اكشن ريسلينج TNA . حدث ادت ظهورها الأول في حلقة 26 يناير 2016 من عرض امباكت ، التي ظهرت فيه على خشبة المسرح، مرتدية زي المشجع الرهيب، وتحدثت بالألغاز بينما هاجم كريزي ستيف وابيس ابطال الفرق فريق الذئاب وسرقوا القبهم، شكلوا فريق مصارعة مكروهين يسمى فريق الديكاي. تم الكشف عن اسم الحلبة الجديد لها روزماري . بعد ظهورها بشكل متقطع على مدار العام، في الغالب كانت مديرة لستيف وابيس،   وظهرت روزماري لأول مرة في حلقة في 26 أبريل 2016 من عرض الامباكت وهزمت غيل كيم. طوال شهر سبتمبر، بدأت روزماري، كجزء من الديكاي، حيث دخلت عداءًا مع ربيكا هاردي،  مما أدى أيضًا إلى مباراة بين الاثنين، والتي انتهت في الواقع باخسارة روزماري بالاستبعاد بعدما بصقت سائل اسود في أعين هاردي ثم وضعت هاردي علي الطاولة وحطمتها بها.  
في نوفمبر 2016، بدأت روزماري عداءًا مع كل من جيل كيم وجايد وبعد أن أصيبت كيم، تخلت عن بطولة النوك اوتس.  أدى ذلك إلى مباراة بينهن علي اللقب الشاغر في حلقة 1 من ديسمبر 2017 من عرض الامباكت، حيث هزمت روزماري جايد في مباراة ستة زوايا من الصلب قفص حديدي لتفوز ببطولة النوك اوتس لأول مرة في حياتها المهنية. بعد شهر، خلال عرض ون نايت اونلي: لايف! الدفع مقابل العرض ، قدمت روزماري أول لقب دفاع ناجح علي اللقب بعد ان هزمت سيينا. في منتصف يناير 2017، عاود الخلاف بين روزماري وجايد،  وتنافس الاثنان في مباراة مونستير بول، حيث هزمت روزماري جايد للاحتفاظ بلقبها. بعد بضعة أسابيع، في حلقة 2 مارس 2017 من عرض الامباكت واصلت روزماري هزيمة جايد مرة أخرى واخيرة وهذه المرة في كانت مباراة آخر النوك اوتس الصامدات، للحفاظ على بطولتها وإنهاء العداوة التنافسية وبعدها غادرت جايد الاتحاد. خلال فترة حكمها، استمرت روزماري أيضًا في هزم منافسيها مثل سانتانا جاريت   واوه دي بي.
في أواخر شهر مايو، بعد أن أنقذت أللي من هجوم شنهته عليها كل من لوريل فان نيس وسيينا، ورفض للانضمام إلى فريقهن، وتحولت روزماري مصارعة محبوبة منذ ذلك الوقت لأول مرة منذ انضمامها للاتحاد. خلال الأسابيع القليلة المقبلة، ستستمر القصة بين اللي وروزماري، مع شرح الأخيرة لها بأن «الارواح The Hive» أرسلوها لحماية اللي.   في الثاني من يوليو، في عرض سلاميفرسري 2017، هُزمت روزماري من قبل سيينا، في مباراة توحيد لكل من بطولة النوك اوتس وبطولة GFW للسيدات، بذلك انتهت فترة حملها للقب التي استمرت لمدة 266 يومًا - ثاني أطول فترة في تاريخ اللقب. في حلقة 7 سبتمبر 2017 من عرض الامباكت بعد أن أنقذت اللي مرة أخرى من هجوم، تعرضت روزماري لهجوم من النوك اوت الجديدة تايا فالكيري.  أثارت هذه الخلافات بين الاثنين،    والمباراة التي خسر فيها روزماري من قبل فالكيري. كان من المفترض أن يواجه الاثنان المواجهة مرة أخرى، في أول من تسيل دمها في عرض باوند فور جلوري 2017، في 5 نوفمبر، ولكن تم إلغاء المباراة في نهاية المطاف بسبب ظروف شخصية غير متوقعة تتعلق بـفالكيري.  في شهر ديسمبر 2017، فشلت روزماري في استعادة بطولة النوك اوتس الشاغرة مرة أخرى حيث هُزمت من لوريل فان نيس في نهائيات البطولة. في 1 مارس 2018، حلقة عرض الامباكت، تم تجديد العداة التنافسية بين روزماري مع تايا فالكيري بعد عودة الأخيرة وهاجمت روزماري مرة أخرى. بعد شهر واحد فقط، في حلقة 12 أبريل 2018 من عرض الامباكت، تم عمل مباراتهم الثانية والأخيرة، هزمت روزماري فالكيري في مباراة رقص الشيطان، منهيةً رسمياً عداءهم. بعد فترة وجيزة من انتهاء عداءها مع فالكيري، دخلت روزماري في قصة عداء أللي مع سو يونغ، مما أدى في النهاية إلى دفن روزماري،  والتي كانت وسيلة لابعادها عن العروض التلفزيونية بسبب اصابتها بالتمزق في الرباط الصليبي الأمامي، بسبب العمل في اتحاد مصارعة مستقل.     
في 6 يناير 2019، بعد غياب دام ثمانية أشهرعن العروض التلفزيونية، عادت روزماري في عرض هوم كومينج عندما أنقذت كيرا هوجان من هجوم صديقتها السابقة اللي وعدوتها سو يونغ. بعد وقت قصير من عودتها، واصلت روزماري (التي تعمل كمصارعة محبوبة مرة أخرى) قصتها مع أللي، التي كانت قد انقلبت على هوجان وتحالفت مع سو يونج.
في 28 فبراير 2019 من عرض الامباكت روزماري انها قد وقعت عقدًا جديدًا مع الشركة .

### اتحاد تربل ايه لوتشا ليبري وارلد وايد (2017)
في 26 أغسطس 2017 تم الإعلان عن مشاركة روزماري في اتحاد لوتشا ليبري وارلد وايد في عرض Triplemanía XXV ، حيث صارعت في مباراة قاتلة رباعية علي بطولة AAA Reina de Reinas . وانتهت المباراة بقيام سيكسي ستار باخضاع روزماري للفوز بالمباراة، ورد أن ذراعها خرج من مكانها بشكل شرعي في هذه العملية. اكتسبت الحادثة بعض الاهتمام بين مصارعين آخرين، الذين عبروا عن آرائهم على وسائل التواصل الاجتماعي حول اصابة روزماري المتعمدة. ونتيجة لذلك، جردت AAA في وقت لاحق بطلتهم سيكسي ستار من اللقب وقاموا بتسريحها من الشركة بسبب تعمد اصابة روزماري .

## التمثيل
عملت باسمها الحقيقي هولي ليتكيمان أيضًا في العديد من الأفلام المستقلة، بما في ذلك فيلم الرعب الكوميدي مونستر بوريل Monster Brawl (حيث لعبت دور الساحرة العاهرة Witch Bitch ) وودور زومبي في فيلم الرعب موت الإنسانية Exit Humanity ودور فتاة تؤدي قبلة فرنسية في فيلم Beat Down . 
في عام 2018، بدأت روزماري واللي سلسلة سيدات العوالم المتعددة Masters Of The Multiverse على منصة يوتيوب وقمن بتسجيل علامة تجارية باسمهن ديمون بوني التي تعني الارنب الشيطاني لبيع منتاجتهم وصورهن

### فيلموغرافيا
| عام  | فيلم                        | الدور                   | ملاحظات                      |
| ---- | --------------------------- | ----------------------- | ---------------------------- |
| 2011 | شجار الوحش Monster Brawl    | ساحرة العاهرة           | باسمها الحقيقي هولي ليتكيمان |
| 2011 | موت الإنسانية Exit Humanity | زومبي                   | باسمها الحقيقي هولي ليتكيمان |
| 2012 | فوز تام Beat Down           | فتاة تؤدي قبلة الفرنسية | باسمها الحقيقي هولي ليتكيمان |

## البطولات والإنجازات
- اتحاد اكَالم برو ريسلينج APW

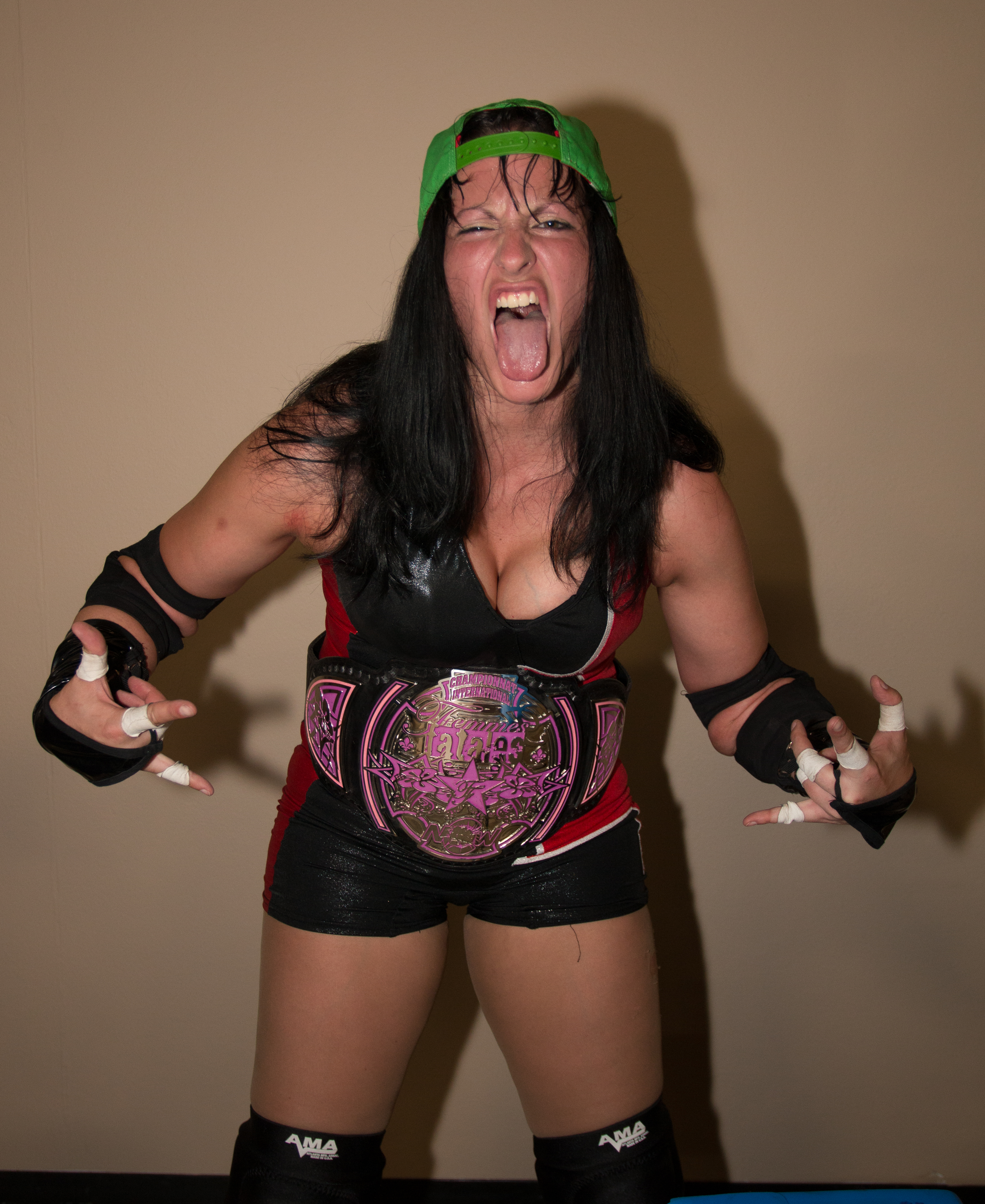
روزماري (التي كانت تعرف آنذاك باسم كورتني راش) تظهر حاملة حزام بطولة ncw Femme Fatales بعد المباراة في عام 2014.

  - بطولة APW للفرق (مرة واحدة) - مع كي سي سبينلي [78]
  - بطولة APW للسيدات (مرة واحدة) [79]
- اتحاد اتوميك ريفيلوشيناري ريسلينج ARW
  - بطولة ARW Bombshells (مرة واحدة) [80]
- اتحاد بيلاتريكس فيميلز ووريورز BFW
  - بطولة بيلاتريكس العالمية (مرة واحدة)
- اتحاد جريت كنادين ريسلينج GCW
  - بطولة GCW WILD (مرة واحدة)
- اتحاد ان سي دبليو فيميس فاتيليس nCwFF
  - بطولة nCw النساء القاتلات (مرة واحدة) [81]
- مجلة برو ريسلينج اليزستارتيد PWI
  - المرتبة رقم 8 من أفضل 50 مصارعة في ترتيب مجلة PWI لافضل 50 مصارعة عام 2014 [82]
- اتحاد بيور ريسلينغ اسوسياشين PWA
  - بطولة PWA Canadian Elite للسيدات (مرة واحدة) [83]
- اتحاد شيمير ريسلينغ اتاليتس SWA
  - بطولة Shimmer للفرق (مرة واحدة) - مع سارا ديل ري [26]
- اتحاد تي ان ايه / امباكت ريسلينغ
  - بطولة النوك اوتس (مرة واحدة) [84]
- اتحاد تري سيتي ريسلينج TCW
  - بطولة TCW للسيدات (مرة واحدة)

## روابط خارجية
- روزماري على موقع IMDb (الإنجليزية)
- روزماري على موقع قاعدة بيانات الفيلم (الإنجليزية)
- روزماري على موقع WrestlingData.com (الإنجليزية)
- روزماري على موقع CageMatch worker (الإنجليزية)
- روزماري على موقع قاعدة بيانات المصارعة على الإنترنت (الإنجليزية)
- روزماري على موقع عالم المصارعة على الإنترنت (الإنجليزية)
- روزماري على موقع عالم المصارعة على الإنترنت (الإنجليزية)
- تويتر الرسمي
- TNA الملف الشخصي
- بيلي كورغان ودعم مارلين مانسون لفصيل المصارعة الجديد «يذل» ابيس بطل العالم السابق